# Livio Paladin
Livio Paladin (Trieste, 30 novembre 1933 – Padova, 2 aprile 2000) è stato un giurista e politico italiano.

## Biografia
Professore di diritto costituzionale nell'Università di Trieste e in quella di Padova, nella quale è stato anche preside di facoltà; ministro per gli affari regionali (VI Governo Fanfani) e ministro per il Coordinamento delle politiche comunitarie nel Governo Ciampi.
Laureatosi in giurisprudenza con il massimo dei voti, fu allievo all'università di Trieste del costituzionalista Vezio Crisafulli, nonché a Roma di Carlo Esposito. Nel 1958 pubblica una delle sue prime monografie: La potestà legislativa regionale, che gli varrà a soli 26 anni l'abilitazione all'insegnamento universitario.
Nei suoi primi anni di insegnamento segue in particolare l'elaborazione dello statuto speciale della regione Friuli-Venezia Giulia, con ben due edizioni di un noto e molto apprezzato commento allo stesso.
Nominato giudice costituzionale dal Presidente della Repubblica Italiana il 23 giugno 1977, giura il 1º luglio 1977. È eletto presidente della Corte costituzionale il 3 luglio 1985 e cessa dalla carica il 1º luglio 1986.
Nel 1985 gli è stato conferito il premio San Giusto d'Oro dai cronisti del Friuli Venezia Giulia.
È stato socio dell'Accademia Nazionale dei Lincei dal 1999.

## Opere principali
- Diritto regionale (1973)
- Commentario breve della Costituzione (coordinato con Vezio Crisafulli) (1990)
- Diritto costituzionale (1991)
- Le fonti del diritto italiano (1996).
- Per una storia costituzionale dell'Italia Repubblicana (2004)
- Saggi di storia costituzionale (2008)